# Abdelkader Bouhenia
Abdelkader Bouhenia est un boxeur français né le 7 mai 1986 à Carcassonne évoluant dans la catégorie mi-lourds. Il fit partie de Paris United, l'une des 12 franchises originelles de la World series of boxing, lauréat du championnat en 2011. Après la fin de sa carrière amateurs en 2014, il devient éducateur sportif.

## Carrière
Médaillé de bronze aux championnats du monde de Milan en 2009 dans la catégorie des poids mi-lourds puis médaillé d'argent aux championnats d'Europe de Moscou en 2010 dans la même catégorie, Il est également champion du monde militaire en 2011 et médaillé d'argent aux Jeux méditerranéens de Mersin en 2013,,,.
Au niveau national, il est champion de France de boxe amateur dans la catégorie des poids mi-lourds en 2007, 2009 et 2010,.
Après en avoir été le conseiller à partir de 2015, il exerce depuis 2023 la fonction de directeur technique national des équipes de France au sein de l'Institut national du sport, de l'expertise et de la performance (Insep),.

### Distinction
- Médaille d'honneur de la ville de Carcassonne[12].